# سان فرانسیسکو فورتی ناینرز

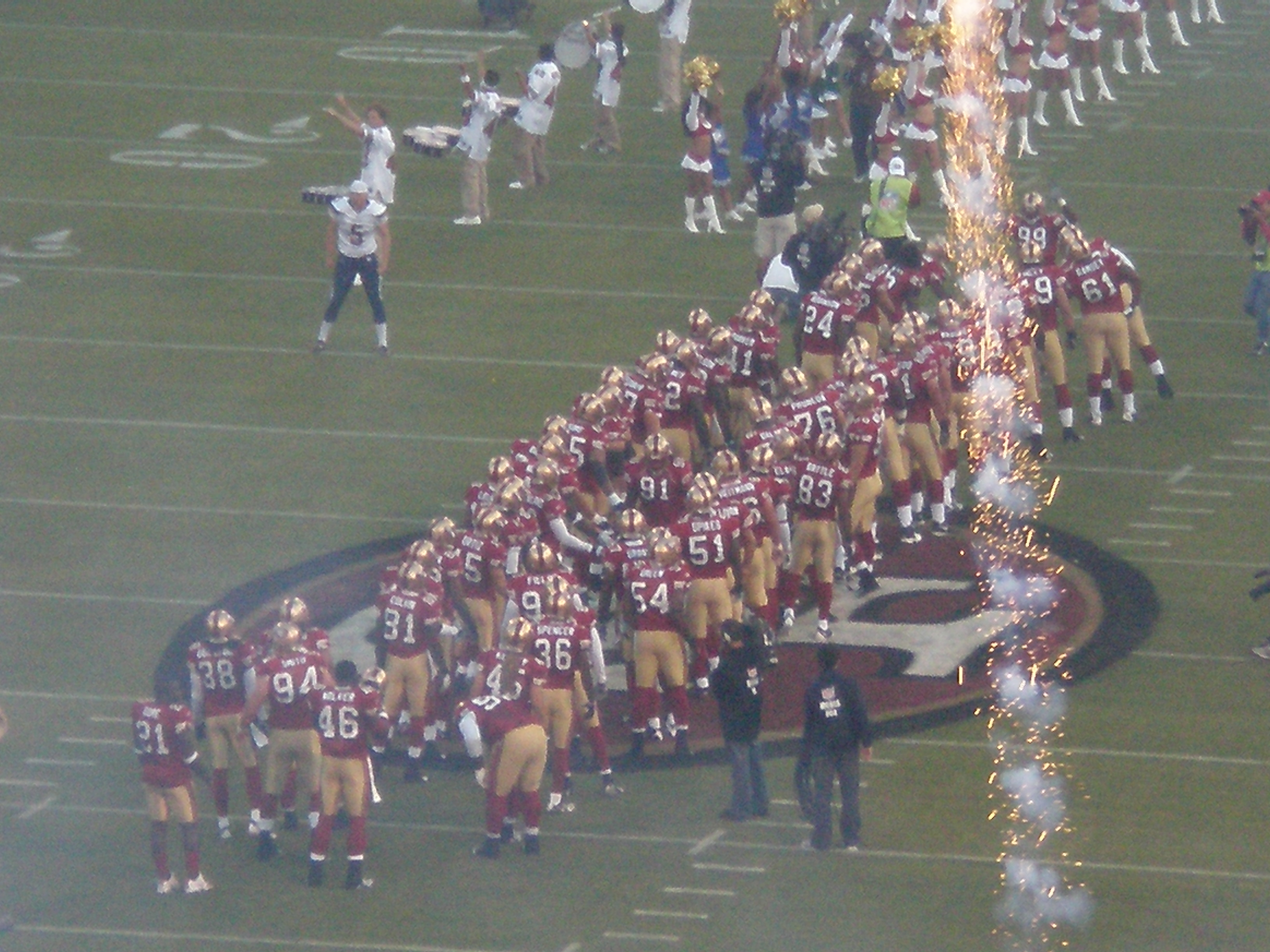

تیم فوتبال آمریکایی سانفرانسیسکو ۴۹ای‌ها (به انگلیسی: San Francisco 49ers) از شهر سانفرانسیسکو در کالیفرنیا می‌باشد.
این تیم عضو لیگ ملی فوتبال آمریکا است.
ورزشگاه خانه این تیم ورزشگاه کندلستیک پارک (به انگلیسی: Candlestick Park) نام دارد.
تلفظ نام این تیم سانفرانسیسکو فورتی ناینرز است.

## وب‌گاه رسمی
- وبگاه رسمی تیم